# Ivànovo-Iàzikovka
Ivànovo-Iàzikovka (en rus: Иваново-Языковка) és un poble de l'óblast de Saràtov, a Rússia, segons el cens del 2010 tenia 537 habitants. Pertany al districte municipal d'Atkarsk.